# コキス
コキス(Kokis、シンハラ語: කොකිස්)は、米粉とココナッツミルクから作る、揚げた甘いスリランカ料理である。伝統的なスリランカ料理だと考えられているが、オランダに由来すると信じられている。スリランカの新年を祝う上で重要な料理である。

## 語源と歴史
コキスはスリランカの伝統料理と考えられているが、オランダに統治されていた17世紀中頃から18世紀末にかけてオランダから入ってきたと考えられている。その名前は、オランダ語でクッキーやビスケットを意味するKoekjeに由来する。スウェーデンのロゼットクッキーやペルシャのバーミエは、コキスによく似ている。

### 新年におえる重要性
シンハラ人は、4月中旬に彼らの新年を祝うために、コキスを含む沢山の伝統料理を準備し、食べる。伝統的に新年の数日前に家庭の女性が作る。しかし現在では、忙しいライフスタイルのため、若い世代の女性は時間も技術も知識も欠けているため、主に年取った女性が作っている。

## 概要

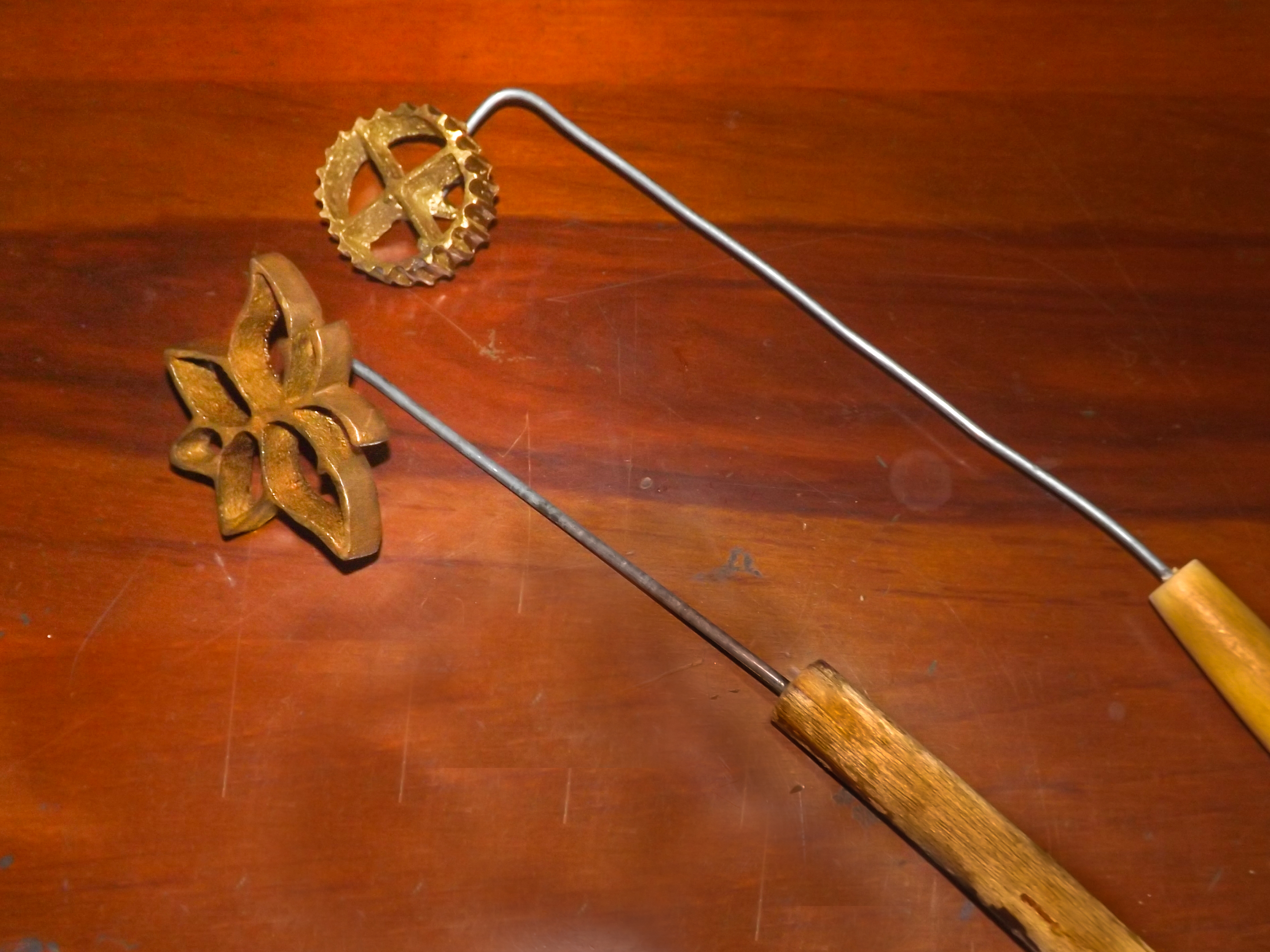
コキスの金型

コキスを作るために、花の形等の装飾的な特別な金型が用いられる。この金型はkokis achchuwa(シンハラ語: කොකිස් අච්චුව)と呼ばれ、米粉、ココナッツミルク、溶き卵から作る生地がコーティングされる。砂糖と塩も加えられる。生地で覆った金型を沸騰したヤシ油に落とし、半分まで火が入った状態で金型から外してもう一度よく揚げる。揚がったものはサクサクしており、熱いままあるいは冷してから食べる。提供する前には、紙に油を吸い取らせる。また、伝統的な米粉の代わりに小麦粉から作ることもある 。
コキスはデザートとして、またオードブル、スナックとして食べられる。また、特に新年やその他の祝い事の時には、キリバットや総称してrasa kavili(シンハラ語: රස කැවිලි)と呼ばれるその他の伝統的な菓子とともに食べられる。

### 健康効果
ほとんどのスリランカの伝統的な菓子と同様に、高いエネルギー密度を持つ食物である。油脂の多い食物として、心臓病や血管狭窄を引き起こすリスクがある。